# أندريه غوستافو كونا
أندريه غوستافو كونا (8 أبريل 1979 في البرازيل - ) هو لاعب كرة قدم برازيلي في مركز الوسط. لعب مع نادي بالميراس.

## وصلات خارجية
- أندريه غوستافو كونا على موقع قاعدة بيانات كرة القدم.إي يو (الإنجليزية)
- أندريه غوستافو كونا على موقع Soccerway.com (الإنجليزية)